# 50倍径三年式127毫米炮
50倍径三年式127毫米炮（日語：五十口径三年式十二糎七砲）是日本海军於二戰時期使用的小口徑艦炮。自1928年的吹雪級驱逐舰開始，除了秋月級和松級驅逐艦之外的各級驅逐艦，皆採用此款驅逐艦主炮。

## 概况
这种火炮水平射击时可以達到每分钟10发，炮口初速每秒910公尺的优秀性能，因此在舰队决战以及夜间战斗能获得优势。然而由於原本設計僅供對艦戰鬥使用，因此砲彈需於接近水平的角度進行手動裝填，再加上其各型砲塔轉速過慢，以及未裝備高角度射擊時需要的高射管制裝置，導致其實際上無法進行有效的對空射擊。因而从吹雪型驱逐舰到夕云型驱逐舰都无法满足艦隊防空战斗的需求。

## 各种型号
此款火炮在設計初即搭配當時世界上第一種在驅逐艦型上採用的全封閉式炮塔，可以對抗各種惡劣天氣及在交戰時提供炮組成員有限的防護。

### 联装炮
A型
最初的設計，吹雪型Ⅰ型（及改Ⅰ型）所搭載的砲塔。最大仰角40度、最低仰角-7度的平射炮，两门炮不能独立仰俯。炮塔的護盾為9-12毫米鋼板，炮室重24.5吨。
B型
吹雪型Ⅱ型、Ⅲ型以及部分初春型、改装前的千鸟型水雷艇所配備的砲塔。特徵在左右两门炮管可各自独立仰俯，以及最大仰角从40度提高至75度。另外為了減重將炮盾改為3.2毫米厚，然而由於厚度過薄導致即使以角鋼加強結構仍無法抵擋惡劣氣候時的海水衝擊，因此又稍微加厚並於砲塔外另以鋼桿加強結構。然而由於彈頭与装药仍需分开手動填装导致上弹时需要将炮管降至平射，高射时射速仅为每分钟4发（相较而言10厘米高射炮为每分钟19发，12.7厘米高射炮为每分钟14发），以及未装备高角度射擊時需要的高射管制装置，实际上不能和同时代美英等国驱逐舰装备的高平兩用砲一样对空战斗。此外為使兩門炮管可獨立俯仰而增加的設備導致重量增加至约32吨，造成头重脚轻，因此在友鶴事件发生后進行額外的改善，最終砲塔的設計更接近C型。
B型改1
仰角55度。初春型驱逐舰“有明”和“夕暮”採用的砲塔。
C型
将B型炮恢复至平射专用后的版本（75度仰角降低至55度）。在白露型、朝潮型、陽炎型上搭载。
D型
夕云型、岛风（丙型）上采用的型号，再次将最大射击仰角提高到75度，但并没有改良填装机构。

### 单装炮
A型
B型联装砲的单装版本，最大射击仰角75度，炮室重量约为17吨。搭载于改装前的千鸟型水雷艇上。
A型改1
最大射击仰角75度，在初春型上搭载。不过“白露”号驱逐舰上搭载了本型的仰角55度版本。
B型
最大射击仰角55度。搭载在除“白露”外地其他白露型驱逐舰。